# Рогосија
Рогосија је насељено мјесто у општини Власеница, Република Српска, БиХ. Према попису становништва из 1991. у насељу је живјело 34 становника.

## Историја
26. септембра 1992. године у засједи погинуло је 29 бораца Војске Републике Српске.

## Становништво
| Националност | 1991. |
| Срби         | 34    |
| Укупно       |       |

| Демографија | Демографија | Демографија |
| Година      | Становника  | Становника  |
| ----------- | ----------- | ----------- |
| 1961.       | 101         |             |
| 1971.       | 91          |             |
| 1981.       | 59          |             |
| 1991.       | 34          |             |